# メタ知識
メタ知識（メタちしき、英: Metaknowledge）とは、知識に関する知識である。メタ知識は、体系的問題の知識や領域に依存しない知識であり、様々な活動領域に応用可能な知識である。メタ知識は知識工学やナレッジマネジメントなどの知識を扱う学問の基本的概念であり、局所的な概念化や専門用語から抽象された統合されたオブジェクト/実体と見なされる。
メタ知識の具体例として、計画手法、モデリング手法、学習手法などがある。手続き、方法論、戦略、訓練法などは、知的実体（人々、組織、社会）のメタメタ知識である。もちろん、汎用のメタ知識フレームワークは、個々のメタ知識のメタレベルの組織化に有効でなければならない。